# ブライアン・バレンタイン
ヘンリー・ブライアン・バレンタイン(Henry Brian Valentine、1959年11月28日 -)はソフトウェア担当エグゼクティブ。彼はIntel、MicrosoftとAmazon.comを含む大企業でのポジションを得てきた。

## 若齢期
アメリカ合衆国ワシントン州セントラリア生まれ。彼は1977年に高校を卒業しセントレーリア大学に入学 、1979年に卒業し准学士号を取得した後、ブライアンはワシントン大のエンジニア学部に入学した。ブライアンは1980年に休学する前の一年間をワシントン大で過ごした。
1981年の秋、バレンタインはワシントン州のチーニーにあるイースタン・ワシントン大学(EWU)でコンピューターサイエンスと数学教室に入学した。
。EWUでの最終学年の時に、バレンタインはEWUの教授が率いる自動エネルギー管理及び制御システム研究のUNIXベースのソフトウェアを開発するサマージョブに採用された。
1983年の5月にEWUを卒業しコンピューターサイエンスで理学士号を取得したバレンタインはインテルにソフトウェアエンジニアとして就職し、インサーキット・エミュレーターのソフトウェアやUnixとVMSアプリをプログラミングする主要システムの制作に取り組んでいた。

## Microsoft
1987年8月、バレンタインはインテル元同僚のポール・マリッツの誘いを受け、インテルを退職しマイクロソフトでポジションを得た。彼はマイクロソフトで当時最も広く使われたソフトウェア製品などの立ち上げで19年間を過ごした。彼はMicrosoft Exchange Server 4.0、5.0、5.5を立ち上げたチームを率い、成功を収めた。1998年にパーソナル・ビジネス・システム担当上級副社長だったジム・オールチンからwindows 2000プロジェクトを「家に帰す」ためにプロジェクトチームを率いるように頼まれた。1年後の1999年12月にバレンタインはWindows 2000を無事に完成させた。彼はその後Windows XP やXP SP2、server 2003とWindows Vistaの責任チームをリードした。

## Amazon
2006年にバレンタインはAmazon.comに転職した。彼はそこで電子商取引のプラットフォーム制作チームをつくり8年間率いてきた。2014年の早期に退職した。

## Amazon後
2014年9月、バレンタインはシアトルのイノベーションスタジオ「Ivy Softworks」に入社した。彼はシニアの投資家でもあり、「WISErg Corporation」の事業運営担当の副社長としても活動した。WISErgコーポレーションはレドモンドに拠点を置くスタートアップであり、レストランや生鮮食品店のバックエンドから生ごみを回収し、それらを窒素が豊富な有機液体肥料に変える事業を行っている。